# Bodegón
Un bodegón (pluriel bodegones) est en espagnol contemporain, une nature morte. Dans la peinture espagnole, entre la fin du XVIe et le  XVIIIe siècle, le bodegón est considéré un genre séparé de la nature morte. Il s'en distingue par son recours exclusif aux éléments ayant trait à l'alimentation (vaisselle, gibier, etc.) et aux scènes de cuisine, à l'utilisation systématique de clairs-obscurs, au naturalisme et par l'introduction de personnages, quand à cette époque la nature morte se focalise sur les autres objets inanimés (fleurs, vases, etc.). À partir du XIXe siècle, il y a convergence entre ces deux genres. Le terme bodegón traduit exactement nature morte.
Certains rejettent cette utilisation du terme, leur préférant un mélange de peinture de genre dans le style bambochade et de nature morte.

## Étymologie
Le terme est un augmentatif de « bodega », lieu de stockage, de production et de vente du vin, cave viticole. Il fait également référence à des objets de la vie courante ou quotidienne, qui peuvent être peints avec des fleurs, des fruits ou d’autres objets pour montrer l’habileté du peintre.
Ce terme a été appliqué, dès le XVIIe siècle, par les écrivains d’art espagnols Francisco Pacheco et Antonio Palomino aux premiers tableaux de Vélasquez, dans lesquels il a peint des scènes quotidiennes probablement inspirées des pièces de cuisine hollandaises, où les natures mortes de vaisselle et d’aliments jouaient clairement un rôle. Des particularités évidentes distinguent de manière caractéristique le monde courtois et cérémoniel du bodegón espagnol de la vie bourgeoise-pratique du citoyen dans la nature morte du Nord où les tableaux de repas flamands et hollandais offrent des motifs luxuriants placés dans un contexte d’action (préparation, aliments), tandis que dans les représentations espagnoles, toute référence à la consommation est omise. « Il n’y a pas de hasard artistique dans la composition des objets… qui suggère la manipulation pratique des choses. » Joachim Bueckelaer et Pieter Aertsen sont d’importants représentants de ce genre cultivé dans les Pays-Bas espagnols. Cette inspiration peut également avoir été nourrie par les œuvres de Vincenzo Campi ou d’Annibale Carracci via Naples (alors espagnole).

## Historique

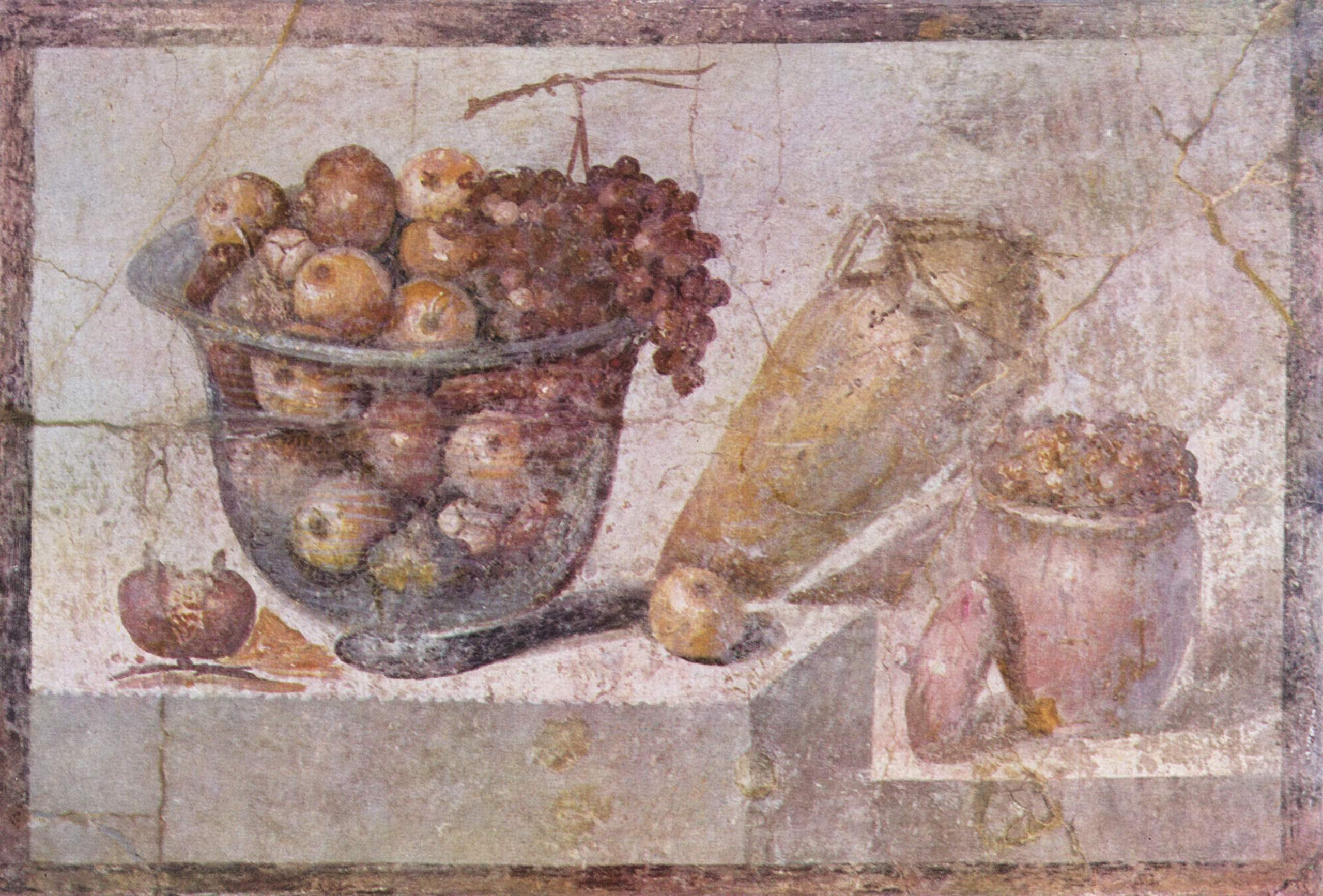
Peinture murale classique en trompe-l’œil à Pompéi (Musée archéologique national de Naples).

À partir de la période baroque, les tableaux de ce genre sont devenus populaires en Espagne dans le deuxième quart du XVIIe siècle. La tradition de la nature morte semble avoir commencé et était beaucoup plus populaire chez les artistes flamands et hollandais, que dans le sud de l’Europe. Les natures mortes du Nord présentaient de nombreux sous-genres : au « petit déjeuner » sont venus se surajouter le genre du trompe-l'œil, le bouquet de fleurs, et les vanités. En Espagne, ce genre d’œuvres avait beaucoup moins d’amateurs, mais un type de « petit-déjeuner », dépeignant quelques aliments et de la vaisselle posés sur une table, est devenu populaire. Bien qu’elle soit considérée à l’heure actuelle comme d’invention espagnole, la présentation classique de fruits sur une dalle de pierre en trompe-l’œil était commune dans la Rome antique.

« Apparus à Séville et à Tolède, les bodegones, qui rassemblent des éléments de natures mortes et de scènes de genre, constituent l’un des rares genres profanes de la peinture espagnole. Ils montrent des gens du peuple dans les activités quotidiennes, comme aller chercher de l’eau, cuisiner, manger et boire. La représentation des personnages est tout aussi soignée que celle des objets et des aliments, avec une attention particulière aux valeurs tactiles et au rendu des surfaces »

— La Peinture du XVIIe siècle en Italie, en Espagne et en France.
Culturellement, le virage vers la représentation de choses simples et de la vie quotidienne des gens correspond au rejet de l’artificialité maniériste, à une observation plus proche de la réalité, en d’autres termes, vers un réalisme également observable dans d’autres genres de la peinture européenne.

## Représentation
Peu après le début du XVIIe siècle, les modèles flamands ont été adoptés en Espagne. Amorcées par Juan Sánchez Cotán et Francisco de Zurbarán durant le Siècle d'or espagnol, les natures mortes espagnoles se démarquent nettement, par leur austérité marquée, des riches banquets entourés d’objets ornés et luxueux avec du tissu ou du verre baroque des natures mortes baroques flamandes. Dans les bodegones, le gibier est souvent simplement des animaux morts en passe d’être écorchés, les fruits et légumes sont crus, les arrière-plans sont des blocs géométriques en bois sombre ou ordinaire, créant souvent un air surréaliste. Alors que les natures mortes de l’art hispano-flamand comportaient souvent une touche morale de vanité, leur austérité, semblable à la morosité de certains plateaux espagnols, ne reproduit jamais les plaisirs sensuels, la plénitude et le luxe de nombre de peintures de natures mortes d’Europe du Nord.
Les œuvres de Velázquez le Porteur d'eau de Séville, Vieille faisant frire des œufs et Trois hommes à table, le déjeuner sont souvent classées comme bodegones, en raison de la représentation de l’artiste d’ustensiles et de denrées alimentaires. Dans les premiers bodegones de Velázquez, les éléments encore vivants sont déjà poussés au premier plan, mais font toujours partie de situations figuratives (Vieille faisant frire des œufs, 1618) ou encore utilisent une scène de fond biblique de style hollandais pour justifier un choix de thème « inférieur »:46.
À peu près en même temps, apparaissent, en Espagne, les premières natures mortes pures, c’est-à-dire sans staffage, qui comptent aujourd’hui également parmi les bodegones. Dès 1602, le Tolédan Juan Sánchez Cotán a peint des arrangements de produits naturels non traités qui se distinguent par une lumière vive, apparemment sans art, placés côte à côte sur un fond sombre (Fenêtre, fruits et légumes, vers 1602 ; Nature morte au gibier, légumes et fruits, 1602, musée du Prado). Le représentant le plus important de la génération suivante de peintres de natures mortes est Juan van der Hamen, de parents flamands, qui ajoute le motif floral à la nature morte. Avec lui, la palette devient plus colorée, les sujets plus précieux et l’espace pictural plus profond. Les natures mortes jouent également un rôle important mais pas central, dans l’œuvre de Francisco de Zurbarán. Leur stricte disposition et leur apparence clairsemée sont plus proches de l’œuvre de Cotán.
Au XVIIIe siècle, le genre des bodegones évolue avec des peintres tels que Luis Paret y Alcázar et Luis Egidio Meléndez, qui abandonnent la morale catholique pour le naturalisme et le souci du détail. À la charnière du XIXe siècle, les bodegones de Goya sont, avec ses animaux morts aux corps présentés de façon directe et cruelle, de claires métaphores de la mort. La mort, l’existence éphémère et le fatalisme imprègnent Nature morte avec des côtes et une tête d’agneau, Nature morte à la dinde, etc.

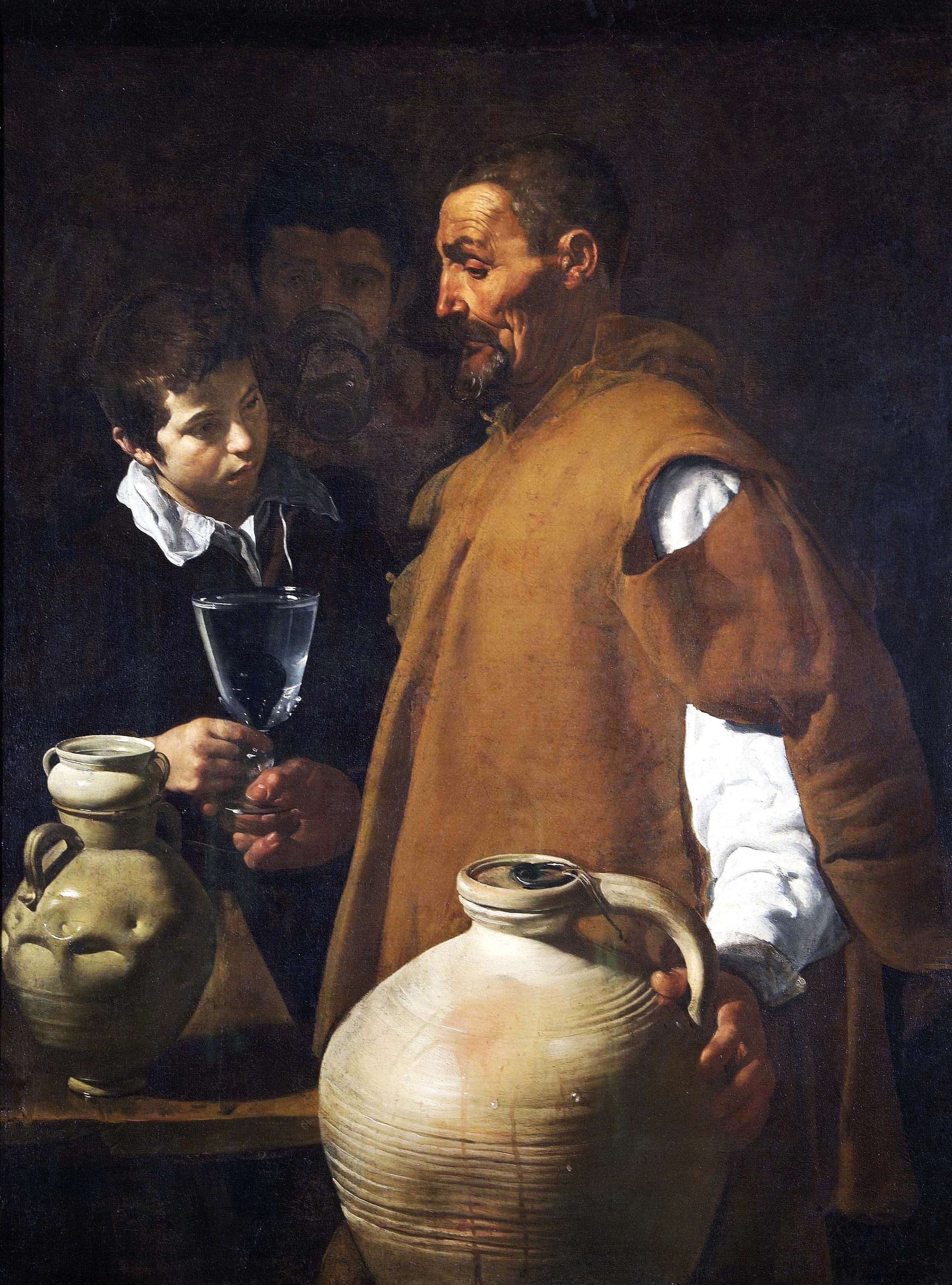
Le Porteur d'eau de Séville de Diego Velázquez, 1620.
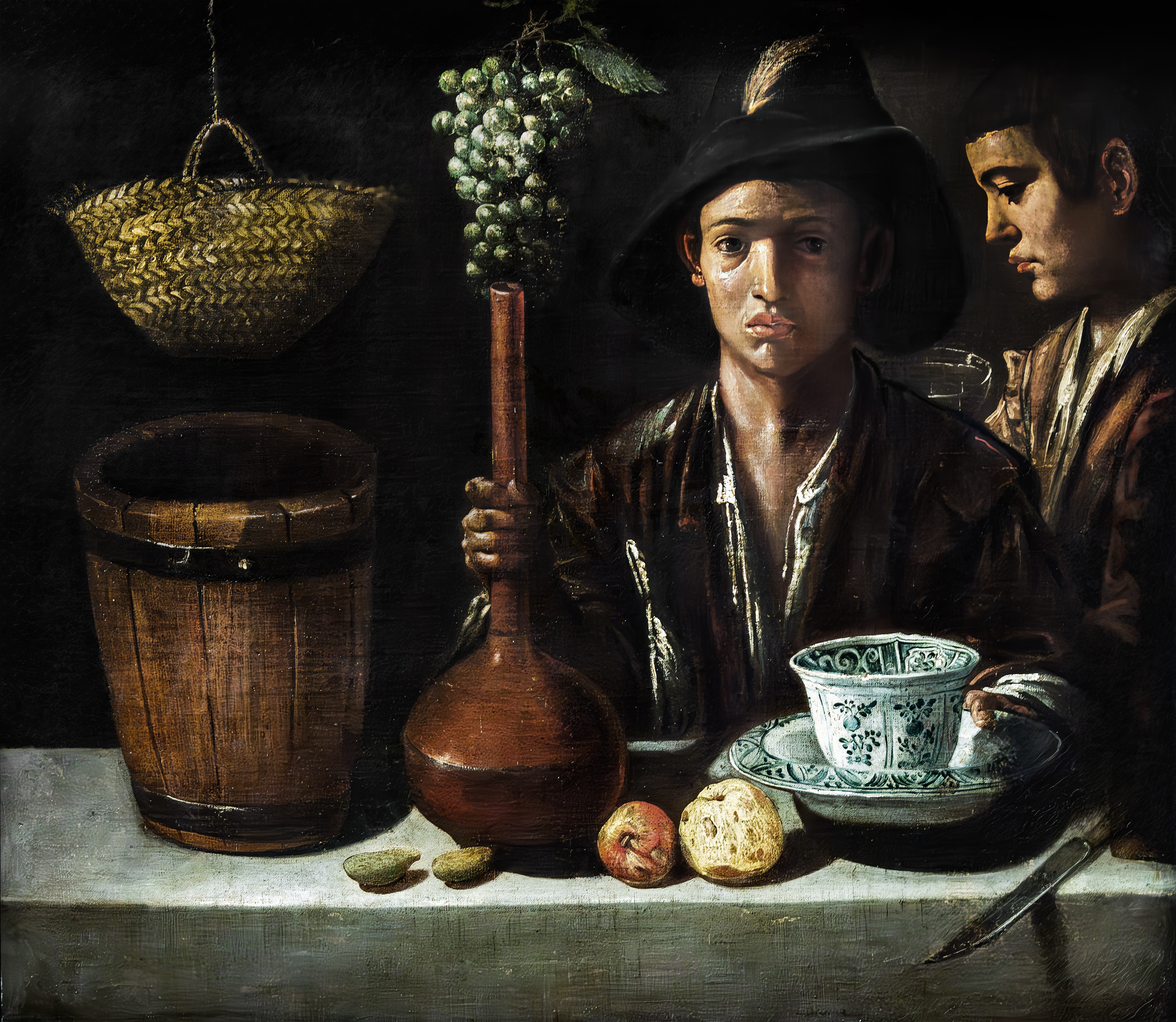
Les jeunes marchands Musée Goya
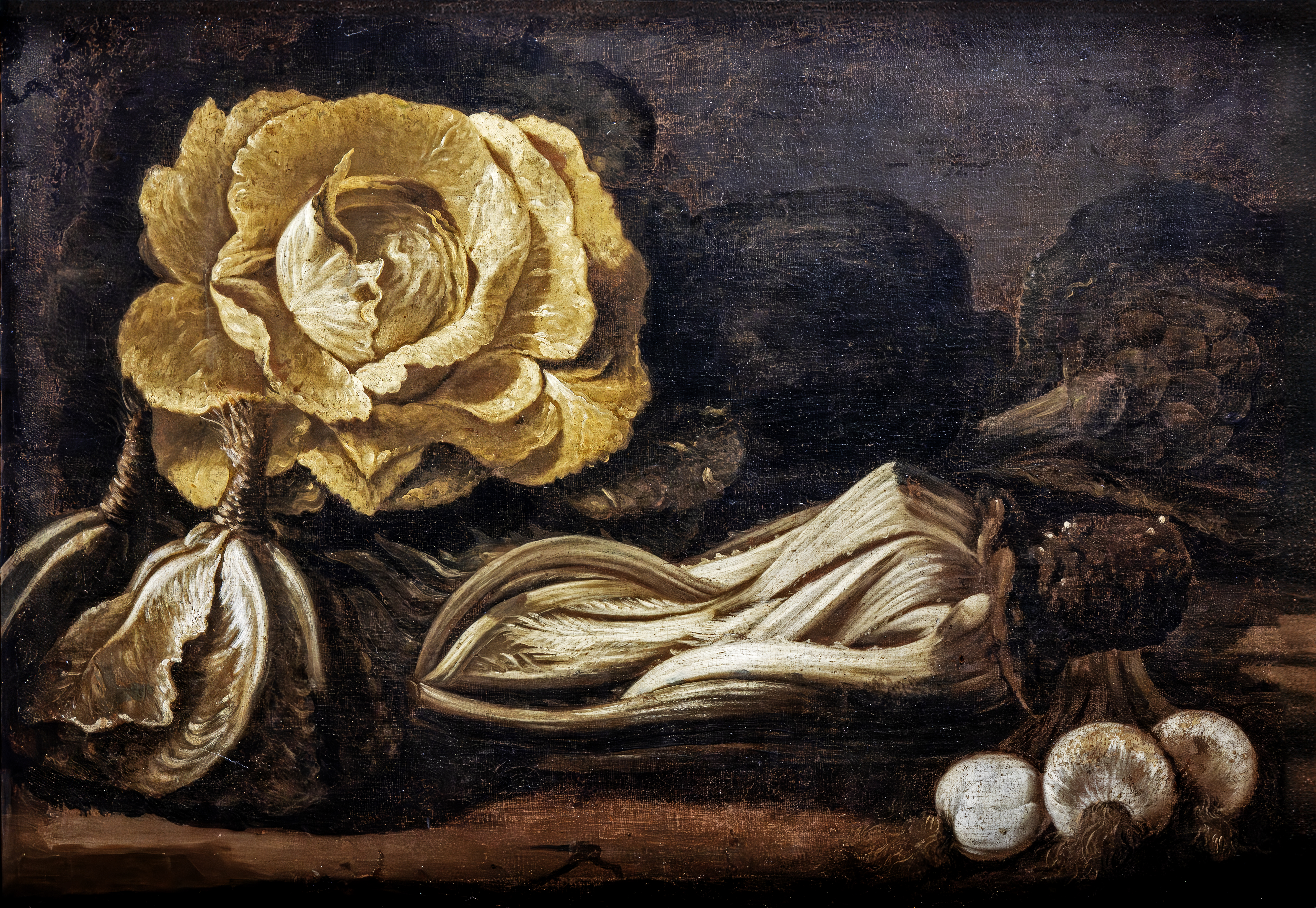
Nature morte au chou Musée Goya